# Appleton (groupe de musique)
Pour les articles homonymes, voir Appleton.

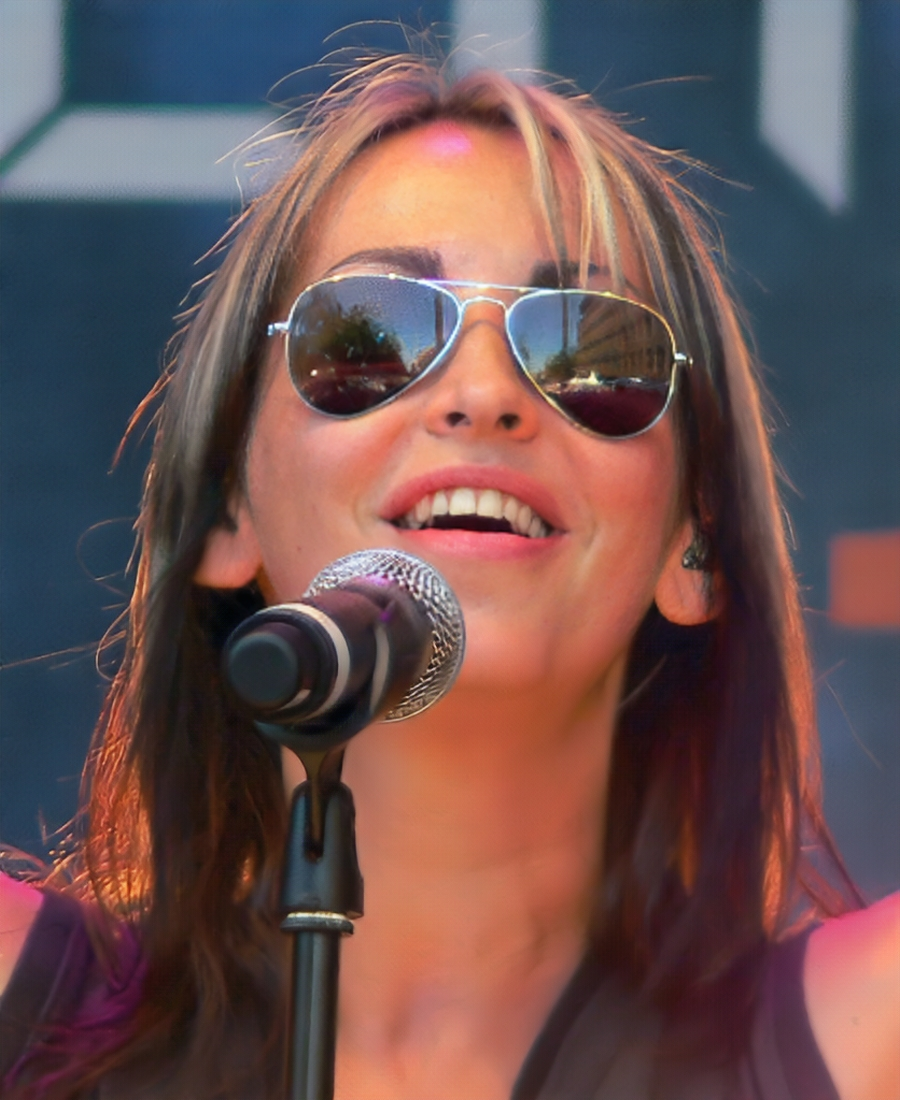
Natalie Appleton

Appleton est un duo canadien de musique formé par les sœurs Natalie et Nicole Appleton. Elles sont toutes les deux plus connues en tant que membres du groupe All Saints.

## Membres du groupe
- Natalie Appleton est née le 14 mai 1973 à Mississauga en Ontario au Canada et s'est mariée à Liam Howlett en juin 2002. Elle a une fille appelée Rachel Appleton qui est née le 19 mai 1992 et un fils, Ace Howlett, né le 2 mars 2004.
- Nicole Appleton est née le 7 décembre 1974 à Hamilton en Ontario, et a une relation avec Liam Gallagher. Ils ont un fils, Gene Appleton-Gallagher, qui est né le 2 juillet 2001.